# هوازو
هوازو (بالصينية: 化州市؛ بينيين: Huàzhōu Shì)، هي مدينة من مدن الصين. تبلغ مساحتها 2356.5 كم².
وهي مدينة على مستوى المقاطعة في جنوب غرب مقاطعة غوانغدونغ، الصين. تحدها قوانغشي من الشمال، وتُدار كجزء من مدينة ماومينغ على مستوى المحافظة. في تعداد عام 2020، بلغ عدد سكانها 1,291,668 نسمة، منهم 472,746 نسمة من سكان المناطق الحضرية.

## وصلات خارجية
- الموقع الرسمي